# 일제강점하 반민족행위 진상규명에 관한 특별법
일제강점하 반민족행위 진상규명에 관한 특별법은 대한민국의 법률이다.

## 연혁
- 일제강점하친일반민족행위진상규명에관한특별법이 2003년 8월 14일 국회의원 155명이 발의해 11월 국회 과거사진상규명위원회에 회부되었으나 2004년 2월에 법제 사법 위원회에서 반려되었다가 3월 2일 국회 본회의에서 통과되어서 3월 22일 공포하고 6개월후 시행했다. (법률 제07203호)
- 2004년 12월 29일 이름에서 '친일' 용어를 삭제후 일제강점하반민족행위진상규명에관한특별법으로 전면개정되어 통과되었다. (법률 제07361호)

## 같이 보기
- 친일반민족행위자 재산의 국가귀속에 관한 특별법
- 대한민국 친일반민족행위진상규명위원회